# Bacteria reclusa
Bacteria reclusa är en insektsart som först beskrevs av Brunner von Wattenwyl 1907.  Bacteria reclusa ingår i släktet Bacteria och familjen Diapheromeridae. Inga underarter finns listade.